# ТіК
«ТІК» (аббревиатура от «Трезвость и Культура», укр. «Тверезість і Культура») — украинская ска/рок-группа. Группа была образована 2 июня 2005 года в городе Винница, Украина.

## История коллектива
Под существующим названием «ТІК» группа задумывалась ещё в 2000 году. Первыми участниками и создателями были — Виктор Бронюк (в то время студент исторического факультета Винницкого государственного педагогического университета) и Денис Репей (студент музыкально-педагогического училища). В 2003 году к ним в музыкальный коллектив пришли гитарист Константин Терепа и Александр Филинков. Благодаря продюсеру Олегу Збаращуку, группа приняла участие в первом своём концерте. 2 июня 2005 в Виннице начался всеукраинский тур группы «Талита Кум», подготовленный Олегом Збаращуком. Тогда же впервые команда «ТІК» вышла на сцену и эта дата стала считаться официальным днём основания музыкального коллектива. Позднее появилась первая демозапись группы, которую прослушал звукорежиссёр Виталий Телезин (работал с группами «Океан Эльзы», «Вопли Видоплясова», «Друга Ріка» и другими). Телезин с этого времени стал работать с «ТІК» в своей студии «211».
В 2006 году в группе происходят изменения в составе. Из команды ушли бас-гитарист Денис Репей, саксофонист и клавишник Юрий Марценюк, а до этого ещё и гитарист Константин Терепа. К оставшимся из первого состава Виктору Бронюку и Александру Филинкову, и появившимся позднее Сергею Федчишину (бас-гитара) и Евгению Зыкову (клавишник), примкнул трубач Ян Никитчук. 26 мая того же года в Житомире состоялся дебют нового состава. 24 сентября 2006 года совместная работа «ТІК» и «Ляпис Трубецкой» над композицией «Олені» на студии «211» была плодотворной и вышла в национальную радиоротацию. Уже 5-6 октября на киностудии имени О. П. Довженко произошли съемки видеоклипа на эту песню, а 12 ноября видеоклип посмотрел весь мир. После этого был записан видеоклип на песню «Вчителька», авторами клипа были режиссёр Роман Веркулич и оператор Дмитрий Яшенков (авторы также клипа «Олені»).
27 мая 2007 года состоялась презентация первого альбома «ЛитераДура» с 11 песнями и двумя бонусными видео. В течение лета 2007 г. коллектив «ТІК» дал много концертов, в том числе, в Польше на День города Кельце и на празднике лемковской культуры «Лемківська Ватра» в Гдыне. 24 августа музыкальная группа выступила на фестивале «День Независимости с Махно» (Гуляйполе, Запорожская область). Художественное объединение «Остання Барикада», являющиеся организаторами этого фестиваля, наградили группу «ТІК» премией «Махновское открытие года».
Осенью проходила работа над песней «Апрель», а потом и над видео на эту песню. В феврале 2008 года выходит сингл и видео на песню «Прощайте девчата». 11 марта «ТІК» начинает всеукраинский тур «Байки про Оленев» в Виннице. 20 марта группе вручили музыкальный приз Первой Музыкальной Джем FM-премии «НеПопса» по номинации «Прорыв года».
Закончился тур 1 мая 2008 года на фестивале «Таврийские игры», где «ТІК» выступал на основной сцене с полноценной сольной программой. Именно здесь группа впервые исполнила мега-шлягер «Белые Розы» на украинском языке, а также презентовали видео на песню «Сосюра». Клип был снят во время одного из концертов тура.
Со 2 июня 2008 года началась работа над записью второго альбома. 28 июля студия Виталия Телезина «211» гостеприимно открывает свои двери для реализации всех творческих замыслов Виктора Бронюка, но это не мешает последнему сделать один из важнейших шагов в личной жизни. Витя женится, а во время свадьбы команда Романа Веркулича снимает клип на композицию «Белые Розы». 25 сентября украинские меломаны получили в подарок второй альбом группы под названием «тиХИЙ».

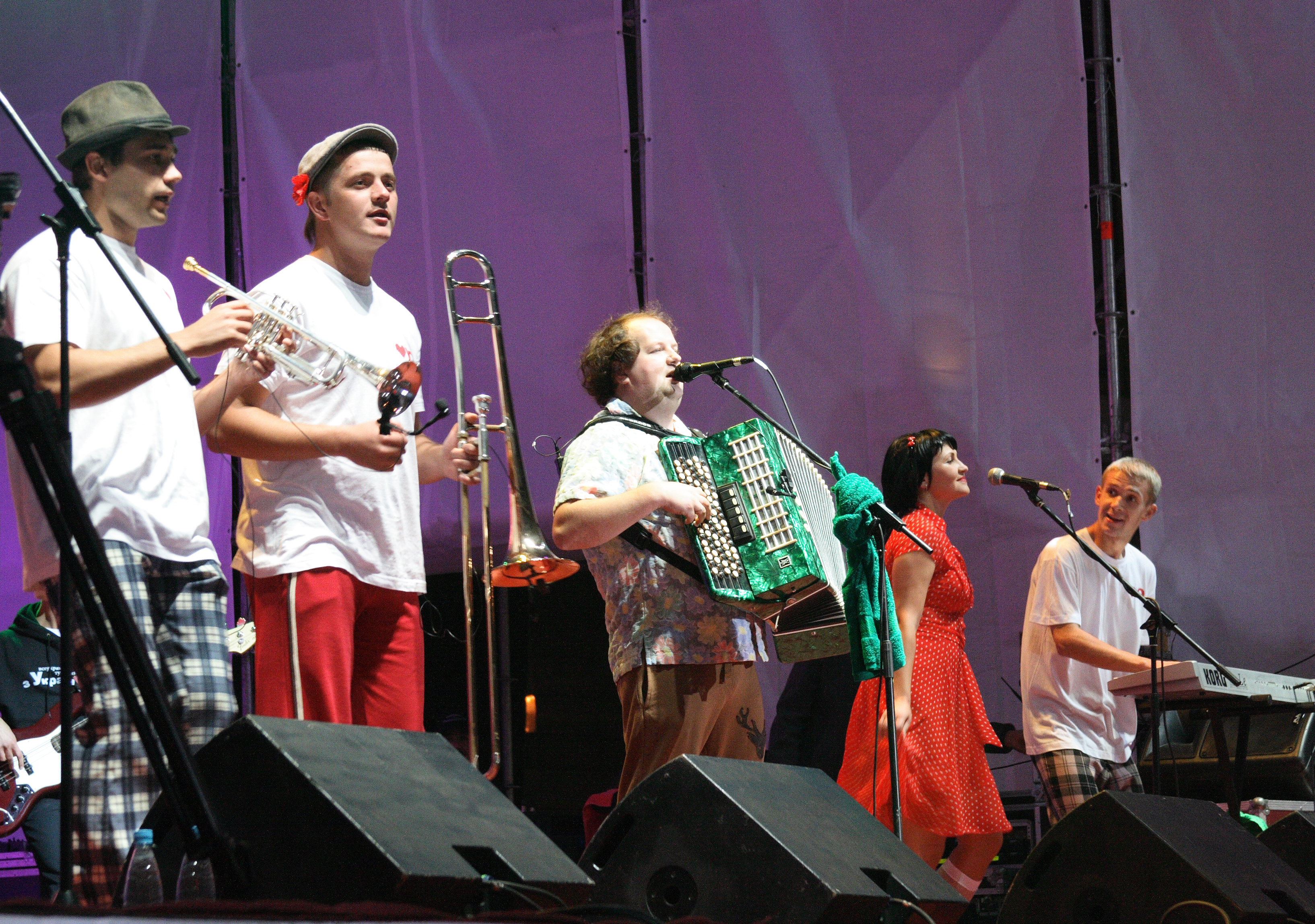
Группа «ТІК» во время концерта в 2009 году

В ноябре мир увидел новое видео на песню «Света», режиссёром которого стал Алан Бадоев. А продюсер группы, несмотря на финансовый кризис, начал готовиться ко второму всеукраинскому туру группы «ТІК», который уже по традиции состоялся весной. Всеукраинский «тиХИЙ» тур насчитывал 50 сольных концертов.
31 марта группа «ТІК», завершила свой «тиХИЙ» тур большим «Антикризисным концертом» в Киевском дворце спорта и собрала 7 тысяч зрителей. В сентябре был представлен новый видеоклип на песню «Сирожине Пирожине». Это уже вторая совместная работа группы «ТІК» и Алан Бадоев. В феврале 2010 года состоялся выход клипа на песню «Мужское счастье». 25 февраля 2010 композиция «Олени» от группы «ТІК», стала саундтреком к романтической комедии «Любовь в большом городе-2». Знаменитая песня винницкой группы прозвучала в кульминационной сцене фильма, когда героям пришлось принимать важные решения в жизни. 16 марта концертом в Киевском дворце спорта начался третий всеукраинский «Народный тур», отличительной чертой которого является то, что в нём принимали участие местные коллективы.
В 2010 году группа «ТІК» приняла участие в фильме «Ржевский против Наполеона». В фильме они выступили в роли музыкантов из крепостных, которые сыграли на свадьбе у Наполеона и Ржевского свою композицию «Сирожине Пирожине».
21 февраля 2011 группа «ТІК», сыграла грандиозный «Естрадно-Сімфонічєскій Бомбічєскій концерт» с участием Ансамбля песни и танца Вооруженных сил Украины под руководством Дмитрия Антонюка. Одновременно на сцене выступило 97 артистов. 3 июня 2011 группа «ТІК» приняла участие в концерте «Братьев Гадюкиных», посвящённой памяти умершего лидера группы Сергея Кузьминского. Коллектив «ТІК» исполнил одну из песен этой группы.
1 сентября «ТіК» отснял клип на композицию «Не целуй», которую исполнил вместе с Ирина Билык. Съемки проходили на недостроенном мосту возле Труханового острова. А уже в октябре 2011 года винницкая группа презентовала свой третий альбом под названием «Свадебный». После чего коллектив сразу отправился в четвёртый всеукраинский тур, который так же, как и альбом назывался «Свадебный».
15 ноября «ТІК» участвовал в концерте в Киевском дворце спорта с альбомом «Весільний», в нём приняла участие певица Ирина Билык. Она вместе с Виктором Бронюком исполнила три композиции: «Не цілуй», «Дорога в нікуди» и «Чорні очка, як терен». Однако и позднее группа сотрудничала с певицей. В начале декабря 2011 года группа отсняла клип на песню «Гуляй, народ!»
Зимой 2012 года «ТіК» презентовал клип на песню «Абонент», видео на композицию отсняли на замерзшем море в Одессе и в жарких Арабских Эмиратах. В мае того же года группа отсняла видео на композицию «Эндорфины». А уже в сентябре 2012 года лидер группы «ТіК» Виктор Бронюк принял участие в трибьюте вокальной формации «Пиккардийская терция». На 20-летии львовской терции Виктор вместе с участниками формации исполнил композицию «Старенький трамвай». 6 ноября «ТіК» сыграл сольный концерт в Львовской опере, который прошёл с аншлагом. 23 января 2013 года Виктор Бронюк принял участие в юбилейном благотворительном концерте незрячих исполнителей под названием «Відчинилося життя». Украинские артисты, незрячие певцы и оркестр Национального театра имени М. Заньковецкой сыграли совместный концерт.
Перед новым 2013 годом «ТІК» и Ирина Билык снова порадовали поклонников очередным хитом — песней «Зима», в видеоклипе Билык и Бронюк сыграли роль влюбленных снеговиков. 26 марта 2013 года стартовал всеукраинский тур «Лучшие Украинские Хиты» в исполнении группы «ТІК» и Ирины Билык. Артисты дали 24 концерта за 30 дней, за что и попали в «Книгу рекордов Украины».
В августе 2013 года начался очередной тур группы «Большой тур маленькими городами». В карту тура вошло 50 маленьких городов Украины. Бронюк в декабре 2013 г. принял участие в вечерней программе «Сказка с папой», выходящая на канале «Плюсплюс». В том же месяце вышла в печать его книга для детей «Сказки под подушку».
В 2014 году Виктор Бронюк, лидер группы, занимается социальными проектами, в том числе помогает украинцам, попавшим в затруднительное положение в результате проблем на Украине. В январе 2015 года состоялась презентация клипа, посвящённого украинским волонтёрам в зоне АТО «Запах війни», клип снял Ярослав Пилунский совместно с творческим объединением «Вавилон 13».
В 2015 году у группы «ТІК» прошёл большой тур городами Украины «Люби ти Україну». Стартовал тур концертом в Киевском Дворце Спорта 1 февраля, дальше группа дала концерты в 33 городах Украины.

## Нынешний состав
- Виктор Бронюк[укр.] — вокал и баян
- Виктория Газина — бэк-вокал
- Владислав Хмарский — ударные
- Александр Клименко — бас-гитара
- Евгений Зыков — клавишные
- Александр Щур — трубка
- Сергей Шамрай — тромбон
- Виктор Голяк — гитара

## Состав в 2008 году

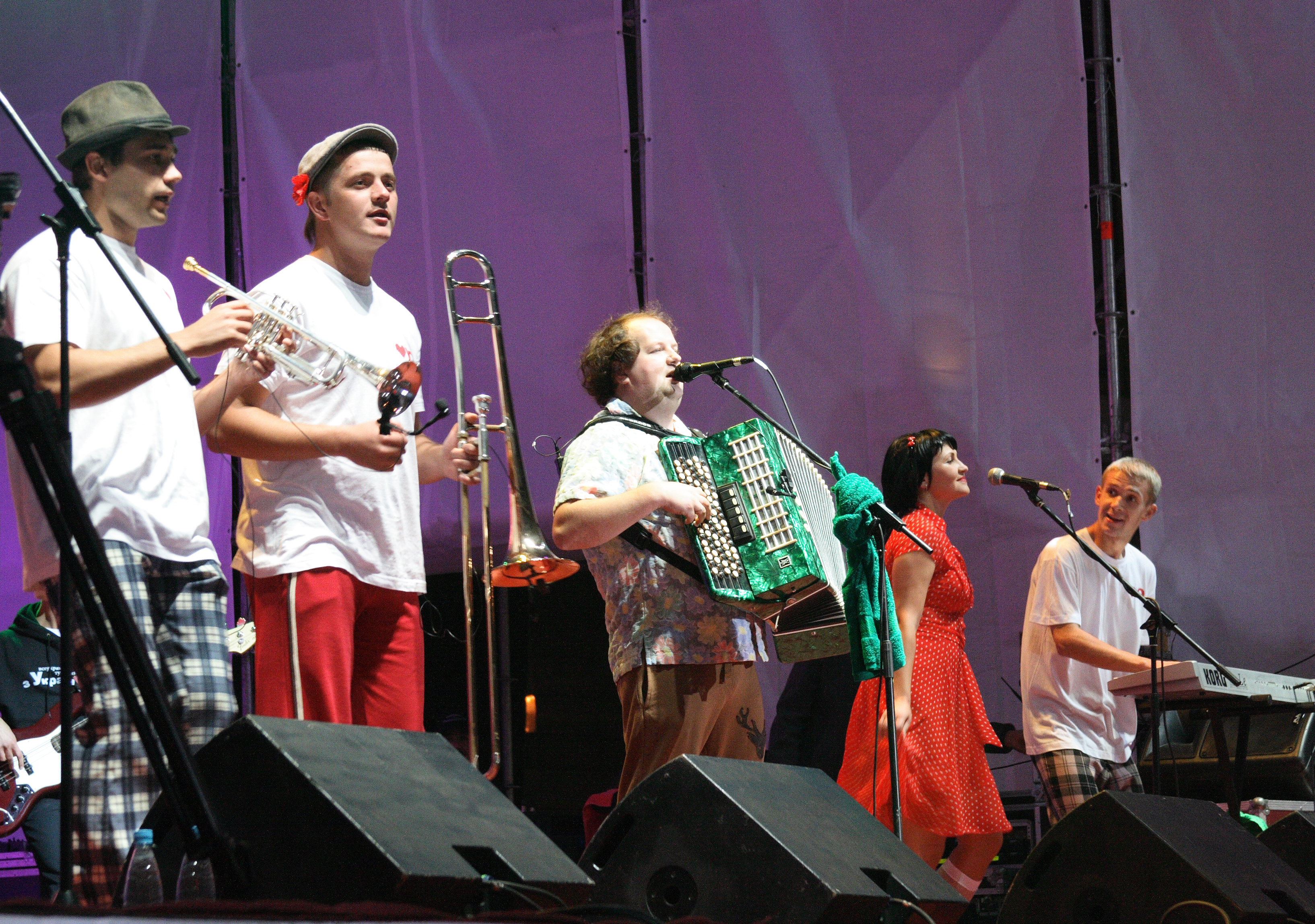
«ТиК» в 2009 году

- Виктор Бронюк — вокал и баян
- Александр Филинков — барабаны
- Сергей Федчишин — бас-гитара
- Евгений Зыков — клавишные
- Ян Никитчук — труба

## Дискография
- ЛітераDура (2007)

1. Сосюра
2. Вчителька
3. Олені
4. Алкоголізм
5. Сержант
6. Ноябр
7. Загребельний
8. Очі
9. Апрель
10. Детскіє ігри
11. Вчителька

11 песен и два бонусных видео
- Тихий (2008)

1. Ой, піду я на гору крутую (при участии вокального ансамбля «Соколова»)
2. Пісня про капєц
3. Білі троянди (украинский перевод российской песни «Белые розы»)
4. Сінєглазочка
5. Good-bye, girls
6. Пісня про воно
7. ЕРЕНБІ
8. Свєта
9. В День Народження
10. Guests
11. Ukrainian фолк-панк
12. Happy New Year
13. Олені RMX

- Весільний альбом (2011)

1. Весела пісня
2. Сірожине Пірожине
3. Памаранчеві сни
4. Гуляй, народ!
5. Для мами
6. Чоловіче щастя (украинская шуточная вариация на российскую песню «Женское счастье»)
7. Міську, вважай!
8. Не цілуй (совместно с Ириной Билык)
9. Вінницька полька
10. Зелене листя
11. Ще НВУ
12. Свєта rmx
13. Чоловіче щастя rmx
14. Сірожине Пірожине rmx
15. Тиха rmx

Bonusvideo:
1. Свєта (режиссёр — Алан Бадоев, оператор — Ярослав Пилунский)
2. Для мами (режиссёр — Алан Бадоев, оператор — Ярослав Пилунский)
3. Чоловіче щастя (режиссёр — Алан Бадоев, оператор — Ярослав Пилунский)
4. Сірожине Пірожине (режиссёр — Алан Бадоев, оператор — Ярослав Пилунский)
5. Ще НВУ (оператор — Ярослав Пилунский)
6. Не цілуй (режиссёр — Сергей Ткаченко, оператор — Алексей Хорошко)
7. Запах війни (режиссёр и оператор Ярослав Пилунский)